# 天然剩磁
天然剩余磁性、天然剩磁（英語：Natural remanent magnetization），是岩石或沉積物的永久磁力。天然剩磁保留了礦物在岩漿中結晶時或沉積物在沉積時的地球磁場的記錄，以及岩石數百萬年來的構造運動記錄。天然剩磁是研究了古地磁學和磁性地層學的基礎。

## 火成岩
在研究火成岩時，天然剩磁非常重要。這是因為這些岩石在形成時就根據當時地球磁場而獲得岩石磁場。測量當前磁場與岩石方向之間的磁場傾斜角度差，就可得知地球磁場或岩石移動了多少。測量岩石磁場主要困難是岩石的風化或覆蓋有厚的沉積物層 
Brunhes於1906年在法國的上新世熔岩中發現熔岩具不同方向的天然剩磁了。通常指向北方的磁場變成了指向南方。他能夠證明，烘烤過的火成岩的磁化極性與其他火成岩相似。這就創建了烘焙接觸測試，能夠找到火成岩區域的相對年齡 。

## 種類
岩石樣品中可能有在多種天然剩磁疊加在一起。熱剩磁（TRM）是在磁性礦物在冷卻過程通過居里溫度中獲得的，這是研究地球磁場的最佳資料。化學剩磁是岩石在低溫下由相變、化學作用或晶體生長而得的磁化 。
一些類型的剩磁是必須在測量有用剩磁之前將其去除。一種是等溫剩磁，它是自然剩磁的一部分，是岩石顆粒暴露在大磁場中而得，導致起原有較低的磁矩翻轉到大磁場的方向。獲取等溫剩磁的常見機制是透過雷擊。另一個是黏滞剩磁，當岩石長期位於地球磁場中時所獲得的剩磁。
剩磁最重要的成分是在岩石在形成時獲得的。這為其主要成分或特徵剩磁。任何後來的成分都稱為次要成分。分離這些成分，可使用熱或交變場退磁技術逐步去除次要成分，以揭示特徵磁性成分。